# Фалько, Альбер
Альбер Фалько (фр. Albert Falco; 17 октября 1927, Марсель, Франция — 21 апреля 2012, Марсель, Франция) — французский океанолог, ветеран французского подводного плавания, друг и соратник Жака-Ива Кусто.
Альбер Фалько родился в Марселе 17 октября 1927 года. В 1952 году Альбер присоединился к команде Кусто как ныряльщик-волонтер, дорос до должности Главного водолаза команды Кусто, впоследствии стал капитаном корабля «RV Calypso». Снялся в нескольких фильмах Кусто, в частности «В мире безмолвия» (1956), «Мир без солнца» (1964) и «Путешествие на край мира» (1976). Он оставил «Calypso» в 1990 году после 37 лет службы. До последнего времени Альбер принимал участие в природоохранной деятельности, был советником в организации «Sea Shepherd Conservation Society».
В честь Альбера Фалько назван морской региональный природный заповедник на острове Мартиника в Карибском море.